# Uttaradit
Uttaradit (in thailandese อุตรดิตถ์) è una città minore (thesaban mueang) della Thailandia di 31 218 abitanti (2020). Il territorio comunale occupa una parte del Distretto di Mueang Uttaradit, che è capoluogo della Provincia di Uttaradit, nel gruppo regionale della Thailandia del Nord.

## Storia
Durante il Regno di Sukhothai, la città era il centro più settentrionale dello Stato.